# Йоана Поповска
Йоана Поповска (на македонска литературна норма: Јоана Поповска) е актриса от Северна Македония, първа дама на Битолския народен театър.

## Биография
Родена е в 1943 година в Битоля. В 1948 година играе първата си роля на битолска сцена в „Печалбари“. В 1960 година става член на Битолския театър. Еднакво добре изпълнява антични, комедийни и трагични роли. Играе Катерина в „Буря“ от Островски (1963), Офелия в „Хамлет“ от Шекспир (1966), Дездемона в „Отело“ от Шекспир (1970), Петрунела в „Дундо Марое“ от Държич (1972), Живка в „Госпожа министершата“ от Нушич (1973), Електра в „Агамемнон - Електра“ (1976), Вера в „Елена“ от Кеткович (1976), Велика в „Пирей“ Андреевски (1982), в „Столове“ от Йонеско (2002) и други.
Носителка е на наградите „Златен лавров венец“ на МЕС Сараево (1977), Стериина награда за най-успешна роля (1977), „11-и октомври“ (1977) - и трите за полята на Мара в „Сватбата на Мара“ от Костов (1976), на „Войдан Чернодрински“ за цялостно творчество и на „Ристо Шишков“ за най-добра роля за „Трите жени“ на Олби.